# Michael B. Tretow
Bo Michael Tretow (20. srpna 1944 Norrköping – 20. května 2025) byl švédský hudební producent, zvukový inženýr, hudebník a skladatel, známý především díky spolupráci se švédskou popovou skupinou ABBA a s muzikálem Šachy. Složil také několik témat a znělek pro švédský státní rozhlas a televizi.

## Život
Tretow se narodil 20. srpna 1944 ve švédském Norrköpingu. V roce 1967 začal pracovat v Metronome Studios ve Stockholmu, později dva roky pracoval ve studiích GLN (Glenmark). V roce 1978 přišel do Polar Studios skupiny ABBA, kde se později stal vedoucím. Michael Tretow s kapelou spolupracoval na všech jejích albech, kromě reunionového Voyage z roku 2021.
Zemřel 20. května 2025 ve věku 80 let.

## Diskografie
- Mikael & Michael (1966,)
- Let's boogie (1976)
- Caramba (1981)
- Michael B. Tretow (1982)
- Tomteland (1985)
- Den makalösa manicken (1986)
- Hystereo Hi-lites (1989)
- Trafik-Trolle (early 1990s)
- Greatest Hits (1999)

### Hudební producent
- Lena Andersson: Det Bästa Som Finns (1977)
- ABBA: Gracias Por La Música (1980)
- ABBA: ABBA Live (1986)
- Big Money: Lost In Hollywood (1992)
- Big Money: Moonraker (1994)